# Несвітай (станція)
Несвіта́й (рос. Несветай) — вантажна залізнична станція Північно-Кавказької залізниці. Розташована в місті Новошахтинськ; від станції відгалужується під'їзна колія до Новошахтинського НПЗ.
Після початку війни на сході України ця станція стала перевантажувальним хабом для вугілля з окупованого Донбасу.